# Шанага
Шанага́ (бур. Шанага) — улус в Бичурском районе Бурятии. Административный центр сельского поселения «Шанагинское».

## География
Расположен на правом берегу речки Шанаги (бур. Шанага — «ковш», правый приток Хилка), в 2,5 км к северу от места её впадения в Хилок у села Потанино, в 63 км к северо-востоку от районного центра, села Бичура, по южной стороне автодороги местного значения Дабатуй — Хонхолой.

## Население
| 2002 | 2010 |
| ---- | ---- |
| 445  | ↗455 |